# Rothmans Canadian Open 1976
Rothmans Canadian Open 1976 — тенісний турнір, що проходив на кортах з ґрунтовим покриттям National Tennis Centre у Торонто (Канада). Належав до Commercial Union Assurance Grand Prix 1976 та Туру WTA 1976. Тривав з 16 серпня до 22 серпня 1976 року.

## Фінальна частина

### Одиночний розряд, чоловіки
Гільєрмо Вілас —  Войцех Фібак 6–4, 7–6, 6–2
- Для Віласа це був 4-й титул за сезон і 25-й - за кар'єру.

### Одиночний розряд, жінки
Міма Яушовец —  Леслі Гант 6–2, 6–0
- Для Яушовець це був 2-й титул за сезон і 2-й - за кар'єру.

### Парний розряд, чоловіки
Боб Г'юїтт /  Рауль Рамірес —  Хуан Гісберт /  Мануель Орантес 6–2, 6–1
- Для Г'юїтта це був 3-й титул за сезон і 27-й - за кар'єру. Для Раміреса це був 15-й титул за сезон і 42-й - за кар'єру.

### Парний розряд, жінки
Синтія Дорнер /  Джанет Ньюберрі —    /    без гри
- Для Дорнер це був 1-й титул за рік і 1-й — за кар'єру. Для Ньюберрі це був 1-й титул за рік і 1-й — за кар'єру.